# Plesiopanurgus ibex
Plesiopanurgus ibex là một loài Hymenoptera trong họ Andrenidae. Loài này được Baker mô tả khoa học năm 1972.